# Piers Edgcumbe
Piers Alexander Hamilton Edgcumbe, 5e comte de Mount Edgcumbe (2 juillet 1865 - 18 avril 1944) est un homme politique, militaire et pair britannique.

## Biographie

### Vie privée
Il est le quatrième enfant et unique fils de William Edgcumbe, 4e comte de Mount Edgcumbe et de sa première épouse, Katherine Hamilton, fille de James Hamilton, 1er duc d'Abercorn et de son épouse Louisa Russell.
Il fait ses études à l'Université d'Oxford et passionné de cavalerie, il fait partie de l'équipe universitaire de polo et joue contre Cambridge en 1885-1887.
Il est titré vicomte Valletort entre 1865 et 1917.

### Vie publique
Il est nommé capitaine du 3e bataillon du régiment d'infanterie légère du duc de Cornouailles le 23 mars 1891. Après le déclenchement de la Seconde guerre des Boers en 1899, il part servir en Afrique du Sud. Il quitte Le Cap pour le Royaume-Uni début mai 1902, peu avant la fin de la guerre. La banlieue Mount Edgecombe de la ville de Durban porte son nom.
Le 25 septembre 1917 il succède à son père comme comte de Mount Edgcumbe et prend son siège le 10 janvier 1918 à la Chambre des lords.
En janvier 1921, le comte et la comtesse de Mount Edgcumbe sont à Gibraltar avec Frederick Smith, 1er comte de Birkenhead (Lord grand chancelier) et Horace Smith-Dorrien.

## Famille
Il épouse, le 15 mai 1911, Edith Villiers (1840-1874), fille d'Edward Villiers, 5e comte de Clarendon et de Caroline Elizabeth Agar. Ils n'ont pas d'enfants.

## Distinctions

### Décorations britanniques
- Chevalier de grâce du très vénérable ordre de Saint-Jean
- Médaille de la Reine d'Afrique du Sud (1902)
- Médaille de la Reine pour la Méditerranée (1902)
- Médaille du roi d'Afrique du Sud (1er juin 1902)
- Médaille du jubilé de diamant de Victoria (20 juin 1897)
- Médaille du couronnement du roi Édouard VII (26 juin 1902)
- Médaille du couronnement du roi George V (30 juin 1911)
- Médaille du jubilé d'argent de George V (6 mai 1935)
- Médaille du couronnement du roi George VI (12 mai 1937)